# Evropská liga UEFA 2017/2018
Evropská liga UEFA 2017/18 byla 47. ročníkem Evropské ligy UEFA, druhé nejvýznamnější evropské soutěže fotbalových klubů. Finále se hrálo 16. května 2018 v Lyonu na stadionu Parc Olympique Lyonnais a zvítězilo v něm Atlético Madrid nad Olympiquem Marseille.

## Účastnická místa
Tohoto ročníku se účastnilo celkem 157 týmů z 53 členských zemí UEFA. Každá země měla přidělený počet míst podle koeficientů UEFA Archivováno 14. 12. 2019 na Wayback Machine..

### Žebříček UEFA
Pro ročník 2017/18 byla asociacím přidělována místa podle koeficientů z roku 2017, které braly v úvahu jejich výkon v evropských soutěžích od sezóny 2011/12 až po ročník 2015/16.
Žebříček UEFA se používal k určení počtu zúčastněných týmů pro každou asociaci:
- 1.–51. místo (s výjimkou Lichtenštejnska) umožňovalo asociaci mít v soutěži tři týmy.
- 52.–54. místo umožňovalo asociaci mít v soutěži dva týmy.
- 55. místo umožňovalo asociaci mít v soutěži jeden tým (1 tým mělo i Lichtenštejnsko, které nemělo vlastní ligu).

| #  | Asociace    | Koef.   | # týmů |  |
| -- | ----------- | ------- | ------ |  |
| 1  | Španělsko   | 105.713 | 3      |  |
| 2  | Německo     | 80.177  | 3      |  |
| 3  | Anglie      | 76.284  | 3      |  |
| 4  | Itálie      | 70.439  | 3      |  |
| 5  | Portugalsko | 53.082  | 3      |  |
| 6  | Francie     | 52.749  | 3      |  |
| 7  | Rusko       | 51.082  | 3      |  |
| 8  | Ukrajina    | 44.883  | 3      |  |
| 9  | Belgie      | 40.000  | 3      |  |
| 10 | Nizozemsko  | 35.563  | 3      |  |
| 11 | Turecko     | 34.600  | 3      |  |
| 12 | Švýcarsko   | 33.775  | 3      |  |
| 13 | Česko       | 32.925  | 3      |  |
| 14 | Řecko       | 29.700  | 3      |  |
| 15 | Rumunsko    | 25.383  | 3      |  |
| 16 | Rakousko    | 25.100  | 3      |  |
| 17 | Chorvatsko  | 23.875  | 3      |  |
| 18 | Polsko      | 22.500  | 3      |  |
| 19 | Kypr        | 22.175  | 3      |  |
| 20 | Bělorusko   | 20.000  | 3      |  |
| 21 | Švédsko     | 19.875  | 3      |  |
| 22 | Norsko      | 19.250  | 3      |  |
| 23 | Izrael      | 18.625  | 3      |  |
| 24 | Dánsko      | 18.600  | 3      |  |

| #  | Asociace            | Koef.  | # týmů |  |
| -- | ------------------- | ------ | ------ |  |
| 25 | Skotsko             | 17.300 | 3      |  |
| 26 | Ázerbájdžán         | 14.875 | 3      |  |
| 27 | Srbsko              | 14.625 | 3      |  |
| 28 | Kazachstán          | 14.125 | 3      |  |
| 29 | Bulharsko           | 13.125 | 3      |  |
| 30 | Slovinsko           | 13.125 | 3      |  |
| 31 | Slovensko           | 12.000 | 3      |  |
| 32 | Lichtenštejnsko     | 10.500 | 1      |  |
| 33 | Maďarsko            | 9.875  | 3      |  |
| 34 | Moldávie            | 9.125  | 3      |  |
| 35 | Island              | 8.750  | 3      |  |
| 36 | Gruzie              | 8.125  | 3      |  |
| 37 | Finsko              | 7.400  | 3      |  |
| 38 | Bosna a Hercegovina | 7.125  | 3      |  |
| 39 | Albánie             | 6.625  | 3      |  |
| 40 | Makedonie           | 6.000  | 3      |  |
| 41 | Irsko               | 5.450  | 3      |  |
| 42 | Lotyšsko            | 5.375  | 3      |  |
| 43 | Lucembursko         | 5.250  | 3      |  |
| 44 | Černá Hora          | 4.875  | 3      |  |
| 45 | Litva               | 4.625  | 3      |  |
| 46 | Severní Irsko       | 4.500  | 3      |  |
| 47 | Estonsko            | 4.250  | 3      |  |
| 48 | Arménie             | 4.125  | 3      |  |

| #  | Asociace        | Koef. | # týmů |  |
| -- | --------------- | ----- | ------ |  |
| 49 | Faerské ostrovy | 3.625 | 3      |  |
| 50 | Malta           | 3.583 | 3      |  |
| 51 | Wales           | 3.500 | 3      |  |
| 52 | Gibraltar       | 1.000 | 2      |  |
| 53 | Andorra         | 0.999 | 2      |  |
| 54 | San Marino      | 0.333 | 2      |  |
| 55 | Kosovo          | 0.000 | 1      |  |

### Počty týmů v jednotlivých kolech
|                           |                           | Týmy vstupující do tohoto kola | Týmy postupující z předchozího kola                                                                                                |  |
| ------------------------- | ------------------------- | --- | --- |  |
| 1. předkolo (100 týmů)    | 1. předkolo (100 týmů)    | - 29 vítězů poháru z asociací na 25. – 55. místě - 35 týmů na druhých místech z asociací na 18. – 54. místě (kromě Lichtenštejnska) - 36 týmů na druhých místech z asociací na 16. – 51. místě (kromě Lichtenštejnska)                                                           | |  |
| 2. předkolo (66 týmů)     | 2. předkolo (66 týmů)     | - 8 vítězů poháru z asociací na 19. – 26. místě - 2 týmy na druhých místech z asociací na 16. – 17. místě - 6 týmů na třetích místech z asociací na 10. – 15. místě | - 50 vítězů z 1. předkola |  |
| 3. předkolo (58 týmů)     | 3. předkolo (58 týmů)     | - 5 vítězů poháru z asociací na 14. – 18. místě - 9 týmů na třetích místech z asociací na 7. – 15. místě - 5 týmů na čtvrtých místech z asociací na 5. – 9. místě - 3 týmy na pátých místech z asociací na 4. – 6. místě - 3 týmy na šestých místech z asociací na 1. – 3. místě | - 33 vítězů z 2. předkola |  |
| 4. předkolo (44 týmů)     | 4. předkolo (44 týmů)     | | - 29 vítězů z 3. předkola - 10 poražených z 3. předkola LM – mistrovské části - 5 poražených z 3. předkola LM – nemistrovské části |  |
| Skupinová fáze (48 týmů)  | Skupinová fáze (48 týmů)  | - 13 vítězů poháru z asociací na 1. – 13. místě - 1 tým na čtvrtém místě z asociace na 4. místě - 3 týmy na pátém místa z asociací na 1. – 3. místě | - 22 vítězů z 4. předkola - 5 poražených z 4. předkola LM – mistrovské části - 5 poražených z 4. předkola LM – nemistrovské části  |  |
| Vyřazovací fáze (32 týmů) | Vyřazovací fáze (32 týmů) | | - 12 vítězů základních skupin - 12 týmů na druhém místě základních skupin - 8 týmu na třetím místě základních skupin LM            |  |

## Předkola

### 1. předkolo
| Domácí v 1. zápase | Celkem              | Hosté v 1. zápase  | 1. zápas | 2. zápas            |
| ------------------ | ------------------- | ------------------ | -------- | ------------------- |
| UE Santa Coloma    | 0:6                 | Osijek             | 0:2      | 0:4                 |
| Norrköping         | 6:0                 | Priština           | 5:0      | 1:0                 |
| St. Johnstone      | 1:3                 | Trakai             | 1:2      | 0:1                 |
| Škendija Tetovo    | 7:0                 | Dacia Chișinău     | 3:0      | 4:0                 |
| Connah's Quay      | 1:3                 | HJK Helsinki       | 1:0      | 0:3                 |
| Slovan Bratislava  | 9:1                 | Pyunik             | 4:1      | 5:0                 |
| Lyngby             | 4:0                 | Bangor City        | 1:0      | 3:0                 |
| Mladost Podgorica  | 4:0                 | Gandzasar          | 1:0      | 3:0                 |
| Dinamo Batumi      | 1:5                 | Jagiellonia        | 0:1      | 1:4                 |
| Stjarnan           | 0:2                 | Shamrock Rovers    | 0:1      | 0:1                 |
| Kairat Almaty      | 8:1                 | FK Atlantas        | 6:0      | 2:1                 |
| Skënderbeu         | 6:0                 | Sant Julia         | 1:0      | 5:0                 |
| Rangers            | 1:2                 | Niedercorn         | 1:0      | 0:2                 |
| St Joseph's FC     | 0:10                | AEL Limassol       | 0:4      | 0:6                 |
| Bala Town FC       | 1:5                 | FC Vaduz           | 1:2      | 0:3                 |
| Odd                | 5:0                 | Ballymena          | 3:0      | 2:0                 |
| Ferencvárosi       | 3:0                 | Jelgava            | 2:0      | 1:0                 |
| Midtjylland        | 10:2                | Derry City         | 6:1      | 4:1                 |
| Mladost Lučani     | 0:5                 | Inter Baku         | 0:2      | 0:3                 |
| Fola               | 3:2                 | Milsami            | 2:1      | 1:1                 |
| Kalju              | 4:2                 | B36 Tórshavn       | 2:1      | 2:1                 |
| Videoton           | 5:3                 | Balzan             | 2:0      | 3:3                 |
| Maccabi Tel Aviv   | 5:0                 | KF Tirana          | 2:0      | 3:0                 |
| KR Rejkjavík       | 2:0                 | SJK                | 0:0      | 2:0                 |
| Širak              | 2:4                 | Gorica             | 0:2      | 2:2                 |
| Valletta FC        | 3:0                 | Folgore            | 2:0      | 1:0                 |
| CZ Bělehrad        | 6:3                 | Floriana           | 3:0      | 3:3                 |
| Irtyš Pavlodar     | 3:0                 | Dunav Ruse         | 1:0      | 2:0                 |
| Chikhura           | 1:2                 | Altach             | 0:1      | 1:1                 |
| Zirə               | 4:1                 | Differdange        | 2:0      | 2:1                 |
| Beitar Jeruzalém   | 7:3                 | Vasas              | 4:3      | 3:0                 |
| Partizani Tirana   | 1:4                 | Botev Plovdiv      | 1:3      | 0:1                 |
| Crusaders          | 3:3 (v)             | FK Liepāja         | 3:1      | 0:2                 |
| Soligorsk          | 1:2                 | Sūduva Marijampolė | 0:0      | 1:2                 |
| Zaria Bălți        | 3:3 prodl. 6:5 pen. | FK Sarajevo        | 2:1      | 1:2 prodl. 6:5 pen. |
| NK Široki Brijeg   | 2:0                 | Ordabasy           | 2:0      | 0:0                 |
| Domžale            | 5:2                 | Flora Tallinn      | 2:0      | 3:2                 |
| Ventspils          | 0:1                 | Valur              | 0:0      | 0:1                 |
| Klaksvík           | 0:5                 | AIK Stockholm      | 0:0      | 0:5                 |
| Željezničar        | 3:2                 | Zeta               | 1:0      | 2:2                 |
| Vojvodina          | 2:3                 | Ružomberok         | 2:1      | 0:2                 |
| VPS Vaasa          | 2:0                 | Olimpija Ljubljana | 1:0      | 1:0                 |
| Levski Sofia       | 3:1                 | Sutjeska           | 3:1      | 0:0                 |
| Haugesund          | 7:0                 | Coleraine          | 7:0      | 0:0                 |
| Lech Poznań        | 7:0                 | Pelister           | 4:0      | 3:0                 |
| Trenčín            | 8:1                 | Torpedo Kutaisi    | 5:1      | 3:0                 |
| Dinamo Minsk       | 4:1                 | NSÍ Runavík        | 2:1      | 2:0                 |
| Tre Penne          | 0:7                 | Rabotnički Skopje  | 0:1      | 0:6                 |
| Levadia Tallinn    | 2:6                 | Cork City          | 0:2      | 2:4                 |
| AEK Larnaca        | 6:1                 | Lincoln            | 5:0      | 1:1                 |

### 2. předkolo
| Domácí v 1. zápase | Celkem | Hosté v 1. zápase  | 1. zápas | 2. zápas |
| ------------------ | ------ | ------------------ | -------- | -------- |
| Škendija Tetovo    | 4:2    | HJK Helsinki       | 3:1      | 1:1      |
| Norrköping         | 3:4    | Trakai             | 2:1      | 1:3      |
| Sturm Graz         | 3:1    | Mladost Podgorica  | 0:1      | 3:0      |
| Osijek             | 3:2    | Luzern             | 2:0      | 1:2      |
| Niedercorn         | 1:3    | AEL Limassol       | 0:1      | 1:2      |
| Irtyš Pavlodar     | 1:3    | CZ Bělehrad        | 1:1      | 0:2      |
| Slovan Bratislava  | 1:3    | Lyngby             | 0:1      | 1:2      |
| Altach             | 4:1    | Dynamo Brest       | 1:1      | 3:0      |
| Panionios          | 5:2    | Gorica             | 2:0      | 3:2      |
| Maccabi Tel Aviv   | 5:1    | KR Rejkjavík       | 3:1      | 2:0      |
| Astra Giurgiu      | 3:1    | Zirə               | 3:1      | 0:0      |
| Beitar Jeruzalém   | 1:5    | Botev Plovdiv      | 1:1      | 0:4      |
| FC Vaduz           | 0:2    | Odd                | 0:1      | 0:1      |
| Shamrock Rovers    | 2:5    | Mladá Boleslav     | 2:3      | 0:2      |
| Kairat Almaty      | 1:3    | Skënderbeu         | 1:1      | 0:2      |
| FK Liepāja         | 1:2    | Sūduva Marijampolė | 0:2      | 1:0      |
| Gabala             | 3:1    | Jagiellonia        | 1:1      | 2:0      |
| Apollon Limassol   | 5:1    | Zaria Bălți        | 3:0      | 2:1      |
| Aberdeen           | 3:1    | NK Široki Brijeg   | 1:1      | 2:0      |
| Ferencvárosi       | 3:7    | Midtjylland        | 2:4      | 1:3      |
| Valur              | 3:5    | Domžale            | 1:2      | 2:3      |
| Kalju              | 1:4    | Videoton           | 1:1      | 0:3      |
| Željezničar        | 0:2    | AIK Stockholm      | 0:0      | 0:2      |
| Ružomberok         | 2:1    | Brann              | 0:1      | 2:0      |
| Brøndby            | 3:2    | VPS Vaasa          | 2:0      | 1:2      |
| Hajduk Split       | 3:1    | Levski Sofia       | 1:0      | 2:1      |
| Valletta FC        | 1:3    | Utrecht            | 0:0      | 1:3      |
| Haugesund          | 3:4    | Lech Poznań        | 3:2      | 0:2      |
| Trenčín            | 2:5    | Bnei Yehuda        | 1:1      | 0:2      |
| Dinamo Minsk       | 4:1    | Rabotnički Skopje  | 1:1      | 3:0      |
| Cork City          | 0:2    | AEK Larnaca        | 0:1      | 0:1      |
| Inter Baku         | 2:4    | Fola               | 1:0      | 1:4      |
| Östersunds FK      | 3:1    | Galatasaray        | 2:0      | 1:1      |

### 3. předkolo
| Domácí v 1. zápase     | Celkem              | Hosté v 1. zápase | 1. zápas | 2. zápas            |
| ---------------------- | ------------------- | ----------------- | -------- | ------------------- |
| Trakai                 | 2:4                 | Škendija Tetovo   | 2:1      | 0:3                 |
| CS U. Craiova          | 0:3                 | AC Milán          | 0:1      | 0:2                 |
| Sturm Graz             | 2:3                 | Fenerbahçe        | 1:2      | 1:1                 |
| PSV Eindhoven          | 0:2                 | Osijek            | 0:1      | 0:1                 |
| Austria Vídeň          | 2:1                 | AEL Limassol      | 0:0      | 2:1                 |
| CZ Bělehrad            | 3:0                 | Sparta Praha      | 2:0      | 1:0                 |
| Krasnodar              | 5:2                 | Lyngby            | 2:1      | 3:1                 |
| Gent                   | 2:4                 | Altach            | 1:1      | 1:3                 |
| Maccabi Tel Aviv       | 2:0                 | Panionios         | 1:0      | 1:0                 |
| Astra Giurgiu          | 0:1                 | Oleksandrija      | 0:0      | 0:1                 |
| Botev Plovdiv          | 0:2                 | Marítimo          | 0:0      | 0:2                 |
| Dinamo Záhřeb          | 2:1                 | Odd               | 2:1      | 0:0                 |
| Mladá Boleslav         | 3:3 prodl. 2:4 pen. | Skënderbeu        | 2:1      | 1:2 prodl. 2:4 pen. |
| Sūduva Marijampolė     | 4:1                 | Sion              | 3:0      | 1:1                 |
| Panathinaikos          | 3:1                 | Qəbələ FK         | 1:0      | 2:1                 |
| Dinamo București       | 2:3                 | Athletic Bilbao   | 1:1      | 0:3                 |
| Aberdeen               | 2:3                 | Apollon Limassol  | 2:1      | 0:2                 |
| Arka Gdynia            | 4:4v                | Midtjylland       | 3:2      | 1:2                 |
| Freiburg               | 1:2                 | Domžale           | 1:0      | 0:2                 |
| Olympique de Marseille | 4:2                 | Oostende          | 4:2      | 0:0                 |
| Girondins de Bordeaux  | 2:2v                | Videoton          | 2:1      | 0:1                 |
| AIK Stockholm          | 2:3 prodl.          | Braga             | 1:1      | 1:2 prodl.          |
| Everton                | 2:0                 | Ružomberok        | 1:0      | 1:0                 |
| Brøndby IF             | 0:2                 | Split             | 0:0      | 0:2                 |
| Utrecht                | v2:2                | Poznań            | 0:0      | 2:2                 |
| Bnei Yehuda            | 1:2                 | Zenit Petrohrad   | 0:2      | 1:0                 |
| AEK Larnaka            | 3:1                 | Dinamo Minsk      | 2:0      | 1:1                 |
| Olimpik Doněck         | 1:3                 | PAOK Soluň        | 1:1      | 0:2                 |
| Östersunds             | 3:1                 | Fola Esch         | 1:0      | 2:1                 |

### 4. předkolo
| Domácí v 1. zápase | Celkem     | Hosté v 1. zápase      | 1. zápas | 2. zápas   |
| ------------------ | ---------- | ---------------------- | -------- | ---------- |
| AC Milán           | 7:0        | Škendija Tetovo        | 6:0      | 1:0        |
| Vardar Skopje      | 4:1        | Fenerbahçe             | 2:0      | 2:1        |
| Ajax               | 2:4        | Rosenborg              | 0:1      | 2:3        |
| Osijek             | 2:2v       | Austria Vídeň          | 1:2      | 1:0        |
| Krasnodar          | 4:4v       | CZ Bělehrad            | 3:2      | 1:2        |
| Altach             | 2:3        | Maccabi Tel Aviv       | 0:1      | 2:2        |
| BATE Borisov       | 3:2        | Oleksandrija           | 1:1      | 2:1        |
| Bruggy             | 0:3        | AEK Athény             | 0:0      | 0:3        |
| Marítimo           | 1:3        | Dynamo Kyjev           | 0:0      | 1:3        |
| Dinamo Záhřeb      | 1:1v       | Skënderbeu             | 1:1      | 0:0        |
| Ludogorets         | 2:0        | Sūduva Marijampolė     | 2:0      | 0:0        |
| Panathinaikos      | 2:4        | Athletic Bilbao        | 2:3      | 0:1        |
| Apollon Limassol   | 4:3        | Midtjylland            | 3:2      | 1:1        |
| Domžale            | 1:4        | Olympique de Marseille | 1:1      | 0:3        |
| Partizan           | 4:0        | Videoton               | 0:0      | 4:0        |
| Hafnarfjarðar      | 3:5        | Braga                  | 1:2      | 2:3        |
| Everton            | 3:1        | Split                  | 2:0      | 1:1        |
| Utrecht            | 1:2 prodl. | Zenit Petrohrad        | 1:0      | 0:2 prodl. |
| Legia Varšava      | 1:1v       | Sheriff Tiraspol       | 1:1      | 0:0        |
| Viitorul           | 1:7        | Salcburk               | 1:3      | 0:4        |
| Viktoria Plzeň     | 3:1        | AEK Larnaka            | 3:1      | 0:0        |
| PAOK Soluň         | 3:3v       | Östersunds             | 3:1      | 0:2        |

## Základní část
Los skupinové fáze proběhl 25. srpna 2017 v Monaku. V křížových tabulkách napravo jsou domácí týmy v levém sloupci, hostující v horním řádku.
| Vysvětlivky | Vysvětlivky               |
| ----------- | ------------------------- |
|             | Postup do šestnáctifinále |

### Skupina A
| Tým              | Z | V | R | P | VG | IG | +/− | B  |
| ---------------- | - | - | - | - | -- | -- | --- | -- |
| Villareal        | 6 | 3 | 2 | 1 | 10 | 6  | +4  | 11 |
| Astana           | 6 | 3 | 1 | 2 | 10 | 7  | +3  | 10 |
| Slavia Praha     | 6 | 2 | 2 | 2 | 6  | 6  | 0   | 8  |
| Maccabi Tel Aviv | 6 | 1 | 1 | 4 | 1  | 8  | −7  | 4  |

| VIL | AST | SLA | TEL |
| --- | --- | --- | --- |
| —   | 3:1 | 2:2 | 0:1 |
| 2:3 | —   | 1:1 | 4:0 |
| 0:2 | 0:1 | —   | 1:0 |
| 0:0 | 0:1 | 0:2 | —   |

### Skupina B
| Tým               | Z | V | R | P | VG | IG | +/− | B  |
| ----------------- | - | - | - | - | -- | -- | --- | -- |
| Dynamo Kyjev      | 6 | 4 | 1 | 1 | 15 | 9  | +6  | 13 |
| Partizan Bělehrad | 6 | 2 | 2 | 2 | 8  | 9  | −1  | 8  |
| Young Boys Bern   | 6 | 1 | 3 | 2 | 7  | 8  | −1  | 6  |
| Skënderbeu Korçë  | 6 | 1 | 2 | 3 | 6  | 10 | −4  | 5  |

| KYJ | PAR | BER | KOR |
| --- | --- | --- | --- |
| —   | 4:1 | 2:2 | 3:1 |
| 2:3 | —   | 2:1 | 2:0 |
| 0:1 | 1:1 | —   | 2:1 |
| 3:2 | 0:0 | 1:1 | —   |

### Skupina C
| Tým                 | Z | V | R | P | VG | IG | +/− | B  |
| ------------------- | - | - | - | - | -- | -- | --- | -- |
| Braga               | 6 | 3 | 1 | 2 | 9  | 8  | +1  | 10 |
| Ludogorec Razgrad   | 6 | 2 | 3 | 1 | 7  | 5  | +2  | 9  |
| İstanbul Başakşehir | 6 | 2 | 2 | 2 | 7  | 8  | −1  | 8  |
| Hoffenheim          | 6 | 1 | 2 | 3 | 8  | 10 | −2  | 5  |

| BRA | RAZ | BAS | HOF |
| --- | --- | --- | --- |
| —   | 0:2 | 2:1 | 3:1 |
| 1:1 | —   | 1:2 | 2:1 |
| 2:1 | 0:0 | —   | 1:1 |
| 1:2 | 1:1 | 3:1 | —   |

### Skupina D
| Tým           | Z | V | R | P | VG | IG | +/− | B  |
| ------------- | - | - | - | - | -- | -- | --- | -- |
| AC Milán      | 6 | 3 | 2 | 1 | 13 | 6  | +7  | 11 |
| AEK Atény     | 6 | 1 | 5 | 0 | 6  | 5  | +1  | 8  |
| Rijeka        | 6 | 2 | 1 | 3 | 11 | 12 | −1  | 7  |
| Austria Vídeň | 6 | 1 | 2 | 3 | 9  | 16 | −7  | 5  |

| MIL | AEK | RIJ | AUS |
| --- | --- | --- | --- |
| —   | 0:0 | 3:2 | 5:1 |
| 0:0 | —   | 2:2 | 2:2 |
| 2:0 | 1:2 | —   | 1:4 |
| 1:5 | 0:0 | 1:3 | —   |

### Skupina E
| Tým              | Z | V | R | P | VG | IG | +/− | B  |
| ---------------- | - | - | - | - | -- | -- | --- | -- |
| Atalanta Bergamo | 6 | 4 | 2 | 0 | 14 | 4  | +10 | 14 |
| Olympique Lyon   | 6 | 3 | 2 | 1 | 11 | 4  | +7  | 11 |
| Everton          | 6 | 1 | 1 | 4 | 7  | 15 | −8  | 4  |
| Apollon Limassol | 6 | 0 | 3 | 3 | 5  | 14 | −9  | 3  |

| ATA | LYO | EVE | APO |
| --- | --- | --- | --- |
| —   | 1:0 | 3:0 | 3:1 |
| 1:1 | —   | 3:0 | 4:0 |
| 1:5 | 1:2 | —   | 2:2 |
| 1:1 | 1:1 | 0:3 | —   |

### Skupina F
| Tým              | Z | V | R | P | VG | IG | +/− | B  |
| ---------------- | - | - | - | - | -- | -- | --- | -- |
| Lokomotiv Moskva | 6 | 3 | 2 | 1 | 9  | 4  | +5  | 11 |
| FC Kodaň         | 6 | 2 | 3 | 1 | 7  | 3  | +4  | 9  |
| Sheriff Tiraspol | 6 | 2 | 3 | 1 | 4  | 4  | 0   | 9  |
| Fastav Zlín      | 6 | 0 | 2 | 4 | 1  | 10 | −9  | 2  |

| LOK | KOD | TIR | ZLÍ |
| --- | --- | --- | --- |
| —   | 2:1 | 1:2 | 3:0 |
| 0:0 | —   | 2:0 | 3:0 |
| 1:1 | 0:0 | —   | 1:0 |
| 0:2 | 1:1 | 0:0 | —   |

### Skupina G
| Tým              | Z | V | R | P | VG | IG | +/− | B  |
| ---------------- | - | - | - | - | -- | -- | --- | -- |
| Viktoria Plzeň   | 6 | 4 | 0 | 2 | 13 | 8  | +5  | 12 |
| FCSB             | 6 | 3 | 1 | 2 | 9  | 7  | +2  | 10 |
| Lugano           | 6 | 3 | 0 | 3 | 9  | 11 | −2  | 9  |
| Hapoel Beer Ševa | 6 | 1 | 1 | 4 | 5  | 10 | −5  | 4  |

| PLZ | FCS | LUG | BEE |
| --- | --- | --- | --- |
| —   | 2:0 | 4:1 | 3:1 |
| 3:0 | —   | 1:2 | 1:1 |
| 3:2 | 1:2 | —   | 1:0 |
| 0:2 | 1:2 | 2:1 | —   |

### Skupina H
| Tým                    | Z | V | R | P | VG | IG | +/− | B  |
| ---------------------- | - | - | - | - | -- | -- | --- | -- |
| Arsenal                | 6 | 4 | 1 | 1 | 14 | 4  | +10 | 13 |
| Crvena zvezda Bělehrad | 6 | 2 | 3 | 1 | 3  | 2  | +1  | 9  |
| 1. FC Köln             | 6 | 2 | 0 | 4 | 7  | 8  | −1  | 6  |
| BATE Borisov           | 6 | 1 | 2 | 3 | 6  | 16 | −10 | 5  |

| ARS | CRV | KÖL | BOR |
| --- | --- | --- | --- |
| —   | 0:0 | 3:1 | 6:0 |
| 0:1 | —   | 1:0 | 1:1 |
| 1:0 | 0:1 | —   | 5:2 |
| 2:4 | 0:0 | 1:0 | —   |

### Skupina I
| Tým                 | Z | V | R | P | VG | IG | +/− | B  |
| ------------------- | - | - | - | - | -- | -- | --- | -- |
| Red Bull Salcburk   | 6 | 3 | 3 | 0 | 7  | 1  | +6  | 12 |
| Olympique Marseille | 6 | 2 | 2 | 2 | 4  | 4  | 0   | 8  |
| Konyaspor           | 6 | 1 | 3 | 2 | 4  | 6  | −2  | 6  |
| Vitória Guimarães   | 6 | 1 | 2 | 3 | 5  | 9  | −4  | 5  |

| SAL | MAR | KON | GUI |
| --- | --- | --- | --- |
| —   | 1:0 | 0:0 | 3:0 |
| 0:0 | —   | 1:0 | 2:1 |
| 0:2 | 1:1 | —   | 2:1 |
| 1:1 | 1:0 | 1:1 | —   |

### Skupina J
| Tým             | Z | V | R | P | VG | IG | +/− | B  |
| --------------- | - | - | - | - | -- | -- | --- | -- |
| Athletic Bilbao | 6 | 3 | 2 | 1 | 8  | 5  | +3  | 11 |
| Östersund       | 6 | 3 | 2 | 1 | 8  | 4  | +4  | 11 |
| Zorja Luhansk   | 6 | 2 | 0 | 4 | 3  | 9  | −6  | 6  |
| Hertha Berlín   | 6 | 1 | 2 | 3 | 6  | 7  | −1  | 5  |

| BIL | ÖST | LUH | HER |
| --- | --- | --- | --- |
| —   | 1:0 | 0:1 | 3:2 |
| 2:2 | —   | 2:0 | 1:0 |
| 0:2 | 0:2 | —   | 2:1 |
| 0:0 | 1:1 | 2:0 | —   |

### Skupina K
| Tým            | Z | V | R | P | VG | IG | +/− | B  |
| -------------- | - | - | - | - | -- | -- | --- | -- |
| Lazio          | 6 | 4 | 1 | 1 | 12 | 7  | +5  | 13 |
| Nice           | 6 | 3 | 0 | 3 | 12 | 7  | +5  | 9  |
| Zulte Waregem  | 6 | 2 | 1 | 3 | 8  | 13 | −5  | 7  |
| Vitesse Arnhem | 6 | 1 | 2 | 3 | 5  | 10 | −5  | 5  |

| LAZ | NIC | WAR | ARN |
| --- | --- | --- | --- |
| —   | 1:0 | 2:0 | 1:1 |
| 1:3 | —   | 3:1 | 3:0 |
| 3:2 | 1:5 | —   | 1:1 |
| 2:3 | 1:0 | 0:2 | —   |

### Skupina L
| Tým                 | Z | V | R | P | VG | IG | +/− | B  |
| ------------------- | - | - | - | - | -- | -- | --- | -- |
| Zenit Petrohrad     | 6 | 5 | 1 | 0 | 17 | 5  | +12 | 16 |
| Real San Sebastián  | 6 | 4 | 0 | 2 | 16 | 6  | +10 | 12 |
| Rosenborg Trondheim | 6 | 1 | 2 | 3 | 6  | 11 | −5  | 5  |
| Vardar Skopje       | 6 | 0 | 1 | 5 | 3  | 20 | −17 | 1  |

| PET | SAN | TRO | VAR |
| --- | --- | --- | --- |
| —   | 3:1 | 3:1 | 2:1 |
| 1:3 | —   | 4:0 | 3:0 |
| 1:1 | 0:1 | —   | 3:1 |
| 0:5 | 0:6 | 1:1 | —   |

## Šestnáctifinále
| Domácí v 1. zápase     | Celkem | Hosté v 1. zápase     | 1. zápas | 2. zápas |
| ---------------------- | ------ | --------------------- | -------- | -------- |
| Borussia Dortmund      | 4:3    | Atalanta Bergamo      | 3:2      | 1:1      |
| OGC Nice               | 2:4    | Lokomotiv Moskva      | 2:3      | 0:1      |
| FC Kodaň               | 1:5    | Atlético Madrid       | 1:4      | 0:1      |
| Spartak Moskva         | 3:4    | Athletic Bilbao       | 1:3      | 2:1      |
| AEK Atény              | 1:1    | Dynamo Kyjev          | 1:1      | 0:0      |
| Celtic Glasgow         | 1:3    | Zenit Petrohrad       | 1:0      | 0:3      |
| SSC Neapol             | 3:3    | RasenBallsport Lipsko | 1:3      | 2:0      |
| Crvena zvezda Bělehrad | 0:1    | CSKA Moskva           | 0:0      | 0:1      |
| Olympique Lyon         | 4:1    | Villarreal CF         | 3:1      | 1:0      |
| Real San Sebastián     | 3:4    | Red Bull Salcburk     | 2:2      | 1:2      |
| Partizan Bělehrad      | 1:3    | Viktoria Plzeň        | 1:1      | 0:2      |
| FCSB                   | 2:5    | Lazio Řím             | 1:0      | 1:5      |
| Ludogorec Razgrad      | 0:4    | AC Milán              | 0:3      | 0:1      |
| FC Astana              | 4:6    | Sporting Lisabon      | 1:3      | 3:3      |
| Östersund              | 2:4    | Arsenal               | 0:3      | 2:1      |
| Olympique Marseille    | 3:1    | SC Braga              | 3:0      | 0:1      |

## Osmifinále
| Domácí v 1. zápase    | Celkem | Hosté v 1. zápase | 1. zápas | 2. zápas |
| --------------------- | ------ | ----------------- | -------- | -------- |
| Lazio Řím             | 4:2    | Dynamo Kyjev      | 2:2      | 2:0      |
| RasenBallsport Lipsko | 3:2    | Zenit Petrohrad   | 2:1      | 1:1      |
| Atlético Madrid       | 8:1    | Lokomotiv Moskva  | 3:0      | 5:1      |
| CSKA Moskva           | 3:3    | Olympique Lyon    | 0:1      | 3:2      |
| Olympique Marseille   | 5:2    | Athletic Bilbao   | 3:1      | 2:1      |
| Sporting Lisabon      | 3:2    | Viktoria Plzeň    | 2:0      | 1:2 pp   |
| Borussia Dortmund     | 1:2    | Red Bull Salcburk | 1:2      | 0:0      |
| AC Milán              | 1:5    | Arsenal           | 0:2      | 1:3      |

## Čtvrtfinále
| Domácí v 1. zápase    | Celkem | Hosté v 1. zápase   | 1. zápas | 2. zápas |
| --------------------- | ------ | ------------------- | -------- | -------- |
| RasenBallsport Lipsko | 3:5    | Olympique Marseille | 1:0      | 2:5      |
| Arsenal               | 6:3    | CSKA Moskva         | 4:1      | 2:2      |
| Atlético Madrid       | 2:1    | Sporting Lisabon    | 2:0      | 0:1      |
| Lazio Řím             | 5:6    | Red Bull Salcburk   | 4:2      | 1:4      |

## Semifinále
| Domácí v 1. zápase  | Celkem | Hosté v 1. zápase | 1. zápas | 2. zápas |
| ------------------- | ------ | ----------------- | -------- | -------- |
| Olympique Marseille | 3:2    | Red Bull Salcburk | 2:0      | 1:2 pp   |
| Arsenal             | 1:2    | Atlético Madrid   | 1:1      | 0:1      |

## Finále
| 16. května 2018 20.45 |     |                             |                                                                      |
| Olympique Marseille   | 0:3 | Atlético Madrid             | Parc Olympique Lyonnais, Lyon diváci: 55 768 rozhodčí: Björn Kuipers |
|                       |     | Griezmann 21', 49' Gabi 89' | Parc Olympique Lyonnais, Lyon diváci: 55 768 rozhodčí: Björn Kuipers |